# Argentren
Argentren Sociedad anónima fue una empresa argentina de carácter privado, del Grupo Emepa-Ferrovías que operó las líneas ferroviarias Belgrano Sur y General Roca.

## Antecedentes
Entre los años 2004 y 2007, el estado le quita a Metropolitano la concesión y operación de las líneas San Martín, General Roca y Belgrano Sur.

En el año 2013, en el mes de agosto, se transfieren las líneas metropolitanas bajo la órbita de UGOFE a la nueva empresa SOFSE del estado nacional.

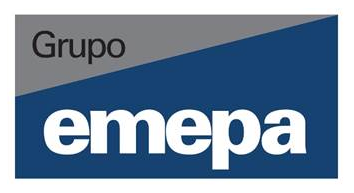
Logotipo del grupo Emepa.

## Historia
Argentren es del Grupo EMEPA que opera desde el 1 de abril de 1994 la Línea Línea Belgrano Norte a través de Ferrovías, y que más tarde en sociedad con Nuevo Central Argentino(concesionaria de la red de cargas del Ferrocarril General Bartolomé Mitre, propiedad del senador nacional Roberto Urquía), formó la empresa Ferrocentral, que presto hasta el 8 de noviembre de 2014 el servicio de pasajeros de larga distancia hacia las ciudades de Córdoba y Tucumán.
Previo a la creación de Argentren, el grupo Emepa-Ferrovias fue elegido junto con Metrovias y TBA por el gobierno nacional para gestionar parte de las Líneas de trenes cuyos concesionarios habían revocadas, así se formó la UGOFE de la que más tarde el Estado Nacional quitó a TBA, al mismo tiempo que le quitaba a TBA la concesión de todos los ferrocarriles que operaba. UGOFE dejó de Operar los ferrocarriles que tenía en su órbita el 21 de agosto de 2013. La reorganización del sistema metropolitano de ferrocarriles fue realizada para mejorar el control y la capacidad de sanción. Los acuerdos de operación tenían una vigencia de 24 meses y exigen a las empresas presentar planes de mantenimiento y limpieza, así como un programa de frecuencias y oferta de servicios acorde con la realidad del ramal.
Cuando fue Anunciado la disolución de la UGOFE y la UGOMS se anunció también la división de sus tareas entre Corredores Ferroviarios S.A. y Argentren S.A. En ese momento EMEPA (Argentren-Ferrovias) se convirtió en una de las dos únicas empresas concesionarias privadas operadoras del servicio de ferroviario de pasajeros del área metropolitana, al ser los mismos dueños concesionarios no solo de las Líneas General Roca y Belgrano Sur sino también del Belgrano Norte (más allá de otras fuera del AMBA), el otro operador de los restantes es Roggio-Metrovías.
Dejando así al Grupo Emepa (con sus empresas Ferrovias-Argentren) controlando al menos 3 Líneas de pasajeros del AMBA
y a Roggio-Metrovías operando el Subte, la Línea Mitre, la Línea San Martín y Línea Urquiza
El 2 de marzo de 2015, el Ministerio del Interior y Transporte rescindió los acuerdos de operación de las líneas metropolitanas Belgrano Sur, General Roca, Mitre y San Martín, pasando todas a depender directamente de SOFSE (Trenes Argentinos)

## Líneas
Argentren tuvo a su cargo la Operación de:
- Línea General Roca - Servicio diésel y eléctrico de transporte de pasajeros que se dirige al sur del AMBA. Antes operado por la UGOFE
- Línea Belgrano Sur - Servicio diésel de transporte de pasajeros que se dirige al sur y sudoeste del AMBA. Antes operado por la UGOFE.